# Thomas Seay
Thomas Seay, né le 20 novembre 1846 et mort le 30 mars 1896, est un homme politique démocrate américain. Il est gouverneur de l'Alabama entre 1886 et 1890.